# Cobla Municipal Ciutat de Barcelona
La Cobla Municipal Ciutat de Barcelona (Barcelona, 1968- 1989) va ser una institució musical catalana pertanyent a l'ajuntament de Barcelona.

## Història
Debutà el 19 de març del 1968 en el Mirador de l'Alcalde a Montjuïc, amb l'assistència de l'alcalde Porcioles. Encara que de camp d'atenció preferent a Barcelona, on tocà en nombroses festes ciutadanes als barris de la ciutat, actuà arreu dels Països Catalans, a vegades col·laborant amb l'Orquestra Ciutat de Barcelona que dirigia Antoni Ros-Marbà. També tocà a Madrid amb l'"Orquesta de Radio y Televisión Española" que diria Ígor Markévitx, a Istanbul (1976) i a Nova York. Realitzà gran nombre enregistraments en LPs, alguns dels quals s'han reeditat en disc compacte modernament en edicions de format econòmic. Degut al seu caràcter no comercial, les seves audicions dedicaven un espai molt important a la música simfònica per a cobla. L'any 1989 l'ajuntament la dissolgué temporalment, una situació que esdevingué definitiva amb el temps.
Anys després, el consistori barceloní convocà un concurs i concedí a la cobla guanyadora, la Sant Jordi, el dret d'afegir-se al nom el títol de Ciutat de Barcelona ("Cobla Sant Jordi-Ciutat de Barcelona") en un plantejament, però, molt diferent al de la Cobla Municipal Ciutat de Barcelona.

## Components
Des de la seva fundació va ser dirigida per Josep Gonzàlez i Martínez, durant molts anys clarinet solista de la Banda Municipal de Barcelona, fins a jubilar-se el 1976. El succeí en el càrrec el primer tible, Francesc Elias (que era a la cobla des de la fundació el 1968, i encara hi romania el 1987), saxòfon solista i subdirector de la Banda i professor de tenora i tible al Conservatori de Barcelona. En els anys 1982-1984 dirigí la cobla l'Aureli Vila. El darrer director va ser Joan Luís Moraleda, que la dirigí del 1985 fins a la supressió el 1989.
En el desè aniversari de la formació, el 1978, la integraven el flabiolaire Narcís Paulís (un dels músics fundadors), els tibles Francesc Elias i Àngel Pont, els tenores Aureli Vila (primer tenora entre el 1976 -o abans- i el 1983) i Joaquim Bofill, els trompetes Josep Bello i Tomàs Busquets, el trombó Amadeu Puntí, els fiscorns Sebastià Duran i Estanislau Puntí (hi era des de la fundació i hi romangué fins al 1982, quan el succeí el seu fill Amadeu), i Francesc Dagà i Fosalba al contrabaix.
Del 1978 al 1988 en va ser flabiolaire en Jordi Leon i Royo. Entre el 1983 i el 1987 -pel cap baix- el tenora solista era en Jaume Vilà i Figueras (fill del compositor Javimel). També hi tocà tres anys el trompeta Roger Rodríguez i Múria. Del 1984 al 1988 en va ser tible en Francesc Benítez.
Carles Balanyà n'era l'arxiver el 1978.

## Enregistraments
(no es recullen les reedicions comercials en casset o disc compacte)
- LP Sardanes! Barcelona: Gramófono-Odeón, 1970 (ref. Regal J-048-20.327)

Andorra aïmada / N.Paulís. Canigó / J.Pahissa. Capvespre /A.Altisent. La festa de Sant Llorenç / J.Altisent. La pubilla enamorada / E.Solsona. Bons amics / R. de Mariano. La Santa Espina / E.Morera. La calàndria refila / F.Cervera. El conte de l'avi / J.Zamacois. Montserrat en primavera / E.Casals. A Paul Whiteman / J.A.Amargós. Sortint de concert / L.Albert
- LP (també editat en casset) Sardanes: homenatge al mestre Enric Morera Madrid: Marfer, 1973 (ref. Marter 30-187-SE)

Les voltes de Girona / N.Paulís. L'arca de Noè; Gracieta; Record d'Olot; Enyorança; El gallaret; La Santa Espina; La nostra Roser; La petita Mònica; El cirerer; Serenata; A en Pep Ventura / E.Morera
- EP Breda Madrid: Columbia, 1973 (ref. SCGE 81407)

Breda; L'hereu Serrat; Jo tornaré; Sortint del niu / S.Codina
- LP Sardanes a la plaça Barcelona: Belter, 1974 (ref. 23003)

La festa Major / E.Morera. Juny / J.Garreta. La Conxita / J.Poch. Alt Vallespir / M.Havart. Bella Egara; Camí del cel / A.Fort. Figaronenca / J.Zamacois. Festívola / P.Casals. Assumpteta / S.Codina. Tarragona / E.Casals. La nostra Cristina / N.Paulís. Ripoll, vila comtal / H.Vilamanyà
- EP Rossinyolet que vas a França Madrid: Columbia 1974 (ref. SCV 543)

Rossinyolet que vas a França / N.Paulís. En Pere i la Montserrat / T.Sagué. Sardana del cu-cut / S.Codina. Una nit de Festa Major / J.Vidal
- EP Sardanes cantades Barcelona: Zafiro, 1974 (ref. OOX-267 A) amb Josep Casas - veu- i cobla Ciutat de Barcelona

L'encís de S'Agaró; I a mi m'ho preguntes? / A.Catafau
- EP Blavor, cançó-himne del Club Natació Barcelona enregistrada per la coral del Centre Excursionista de Catalunya i la cobla Ciutat de Barcelona Barcelona: CNB, 1974 (ref. Barnafon BN.45-429)
- LP (també en casset) Sardanes per a tot Catalunya Barcelona: Belter, 1975 (ref. 23.073)

Girona aimada; Record de Calella / V.Bou. L'Empordà / E.Morera. Tossa bonica / F.Mas Ros. Peralada / J.Serra. Festa Major a Sarrià / T.Sagué. Ciutat de Cornellà / "Javimel", pseudònim de J.Vilà. Bella Egara / A.Fort. Alt Vallespir / M.Havart. Ripoll, vila comtal / H.Vilamanyà. Costa Brava / A.Borgunyó. Tarragona / E.Casals
- LP Les millors sardanes 1 Barcelona: Ediciones Fonográficas, 1975 (ref. Olympo L-371)

Les fulles seques; L'Empordà / E.Morera. La Pepa Maca / J.Torrents. És la Moreneta / A.Carcellé. Girona aïmada / V.Bou. Maria de les trenes / J.Saderra. Per tu ploro / P.Ventura. Aquell abril / A.Fort. Sota el Mas Ventós / J.Bonaterra. Peralada / Josep Serra
- LP La Sardana de l'Any 1975/1976 cobles Municipal Ciutat de Barcelona i Ciutat de Girona Barcelona: Ediciones Fonográficas, 1976 (ref. Olympo L-440)

María Pilar / P.Fontàs. Maria Teresa / J.M.Bernat. Himne a Lloret / J.Cristau. Premià, joia del Maresme / L.Buscarons. Un bell somni / C.Santiago
- LP Empúries, Cobla Municipal Ciutat de Barcelona i Orquestra Ciutat de Barcelona dirigida per Antoni Ros Marbà Madrid: Columbia, 1977 (ref. SCLL-14102). La primera part del disc, el poema simfònic Empúries, fou reeditat en DC Gelida: Columna Música, 2000 (ref. 1CM-0058)

Empúries; Glossa de l'antic ball de les donzelles de Granollers / J.M.Ruera
- LP La sardana és la dansa més bella... Barcelona: Ediciones Sonoras, 1977 (ref. Impacto EL-318)

La Santa Espina; La sardana de les monges / E.Morera. És la Moreneta / A.Carcellé. El saltiró de la cadira; Llevantina / V.Bou. Marinada / A.Pérez
- LP (també en casset) Les millors sardanes 2 Barcelona: Ediciones Fonográficas, 1977 (ref. Olympo L-494)

La sardana de les monges; Baixant de la Font del Gat; La Festa Major / E.Morera. Els degotalls / R.Castells. Tossa bonica / F.Mas Ros. Lluna d'amor / A.Fort. A la plaça hi ha sardanes / "Josep Fradera", pseudònim de J.Alfonso. Angelina / V.Bou. La Conxita / J.Poch. Juny / J.Garreta
- LP (també editat en casset) Cobla Municipal Ciutat de Barcelona, sardanes Barcelona: Satosa, 1977 (ref. Quality DO2000)

Marinada / A.Pérez. Dalt del Puig / "Eli-Pon", pseudònim de F.Elias i M.Pongiluppi. La Bernardeta de Lourdes / N.Paulís. Sant Martí del Canigó / P.Casals. L'Ampurdà (sic); La Santa Espina; La sardana de les monges / E.Morera. Llevantina / V.Bou. Glosa El cant dels ocells al Jesuset; Pep Ventura, símbol del poble català / N.Paulís. Un rossinyol a les Rambles / A.Pont. Sant Jeroni de la Murtra / J.Pich
- EP Glossa del ball de les donzelles de Granollers Madrid: Columbia, 1977 (ref. MO 1734)
- LP Sardanes d'avui Barcelona: Belter, 1979 (ref. 2-27.104)

La Farella de Llançà; Tot segant; Sant Jeroni de la Murtra; Mestraló d'estiu; El petit Jordi / J.Pich. A la plaça / E.Morera. Diana / J.Zamacois. La processó de Sant Bartomeu / A.Català. Sol ixent / E.Toldrà. Nupcial / R.Lamote
- LP Sardanes completes per a ballar Barcelona; Belter, 1979 (ref. 2-27.108)

Llevantina; Girona aïmada; El saltiró de la cardina / V.Bou. Les fulles seques / E.Morera
- LP (també en casset) L'aplec de Breda, sardanes de Salvador Codina i Cabra Barcelona: Columbia, 1979 (ref. DCS 15142)

Primer aplec de Breda; Assumpteta; El pollastret, la gallineta; Lleidatana; Amb els ulls al cel; Breda; L'hereu Serrat; Jo tornaré; Sortint del niu; La sardana del cu-cut / S.Codina
- LP Eduard Toldrà 1895-1962 Barcelona: Foc Nou, 1980 (Clàssics de la Sardana, 10 ref. ESSN-2146/7), Cobla Ciutat de Barcelona dirigida per Rafael Ferrer

La Ciseta; Sol ixent; El bac de les ginesteres; Atzavares i baladres; Vilanovina; Vallgorguina; Sol ponent; Mariona; Lluna plena; Esperança; Coll Forcat; Camperola / E.Toldrà
- LP Ballem sardanes Barcelona: Belter, 1980 (ref. 2-27042)

La Pepa Maca / J.Torrents. Festa major; La sardana de les monges / E.Morera. A la plaça hi ha sardanes / "Josep Fradera". El saltiró de la cardina / V.Bou. Per tu ploro / P.Ventura. Costa Brava / A.Borgunyó. Marinada / A.Pérez. El cavaller enamorat / J.Manén. Festívola / P.Casals
- Casset Les sardanes a Tortellà Barcelona: Novoson, 1982 (ref. NS-1037) (reeditat en casset Barcelona: Jercar, 1989 ref. JK 5.115)

Regalims del cor / V.Bou. Tortellà / M.Puigferrer. Roseta; Cants montserratins / E.Puntí. Les Maris / F.Blanch. La Núria i l'Enric / "Eli-Pon". A la meva Ignacieta / N.Oliveras. Àngela / N.Paulís. Reviscolada / F.Juanola. Costa Brava / P.Quer. Búfalo Bill / J.Coll. A redós de la catedral / A.Pont. El padrí de Barcelona / E.Vilà
- LP Segon disc de sardanes dedicades d'en Tomàs Gil i Membrado Barcelona: Iberia, 1983 (ref. Foc Nou)

Bonhomiosa; Xènia; El pou de l'hostal; En Camps i en Muntaner; Elena; La Roca d'en Toni; Dolors i Maria Jesús; L'aplec de l'alegria; Ciutat de Llobregat; A l'amic Boada; Colla Patufets; Sentimental / T.Gil
- LP (també en casset) A les Roquetes fem sardanes 2 Barcelona: Àudiovisuals de Sarrià, 1985 (Música per a Anna ref. AVS 1220)

Barcelona gentil / E.Sans. Gracienca / Josep Serra. Amics de Sarrià / C.Saló. Collserola / A.Borgunyó. Les Roquetes / F.Mas Ros. La rambla de les Flors / J.L.Moraleda. Dalt del Tibidabo / N.Paulís. Noies poblenovines / J.Saderra. A redós de la catedral / A.Pont. A Les Roquetes fem sardanes / J.Capell